# Јован II Велики Комнин
Јован II Велики Комнин (грч. Ιωάννης Β΄ Μέγας Κομνηνός) је био трапезунтски цар од 1280. до 1284. и од 1285. до 1297. из династије Великих Комнина.
Био је најмлађи син цара Манојла I и његове треће жене Ирине, трапезунтске племкиње. Цар Јован II је наследио престо1280. године након што су његовог пунолетног брата цара Ђорђа издали његови архонти на планини Таурезион. Његова владавина је од почетка била обележена нестабилношћу. Па је било више побуна које су покушане за време његове владавине.
Касније се у Цариграду оженио са принцезом Евдокијом Палеологином са којом је добио два сина, Алексија II и Михајла.
Цар Јован II Велики Комнин (грч. Ιωαννης Μεγας Κομνηνος, Иоаннес Мегас Комненос) (око 1262. – 16. августа 1297.) био је најмлађи син цар Манојла I и његова трећа жена, царице Ирине Сирикене, трапезунтске племкиње. Јован је наследио престо након што су његовог пунолетног брата цара Ђорђа издали његови архонти на планини Таурезион. Током његове владавине променила се титулатура владара Трапезунта; до тада су полагали право на традиционалну титулу византијских царева, „цар и самодржац Римљана“, али су је од цара Јована II па надаље променили у „цар и самодржац целог Истока, Ибера и Трансморских провинција“, иако је Иберија је била изгубљена за време владавине цара Андроника I Гида.
Цар Јован II је први владар Трапезунта за кога знамо више од неколико догађаја и наговештаја; има довољно података да се састави повезан наратив о првом делу његове владавине. Хроника Михаила Панарета, која је често сажета, па чак и загонетна, релативно је пуна информација за Јованову владавину, а спољни извори додају додатне детаље Панаретовом извештају. Цар Јован II се суочио са многим изазовима током своје владавине, што делимично објашњава његов брак са ћерком византијског цара Михаила VIII Палеолога. 
Ова несигурност може објаснити једини случај где се два цара Трапезунта појављују на кованицама ове државе: цар Јован II и његов најстарији син Алексије. Повезујући се са својим сином Алексијем на овим новчићима, цар Јован II можда представља на тај начин свог наследника.

## Живот
Јован је рођен око 1262/3, био је син цара Манојла I (владао 1238–1263) и његове жене царице Ирине Сирикене.
Јованова владавина је од почетка обележена нестабилношћу. Дошао је на престо у јуну 1280. године, након издаје и смрти његовог брата цара Ђорђа (1266–1280) од стране његових архоната. Први пут је забележен са титулом цара 1281. године, када је примио посланство од цара Михаила VIII Палеолога (1259–1282) које су чинили Георгије Акрополит и истакнути црквењак по имену Ксифилин; циљ ове мисије је био да убеди цара Јована II да престане да користи титуле „Цар и аутократор Римљана“. Цар Михаило VIII је освојио трон Никејског царства превратом против младог наследника цара Јована IV Ласкариса пре неких 20 година, а затим је од Латинског царства преузео и сам Константинопољ, и на основу овог достигнућа цар Михаило VIII је веровао да само он има право да користи ову титулу. Ово није био једини разлог зашто је византијски цар сматрао претњом цара Јована II: неки противници Михаиловог прихватања уније са Западном црквом видели су цара Јована II као православног кандидата за царски престо. Цар Михаило VIII је сматрао да су високо рангирани чланови византијске аристократије који су одбили да прихвате унију претња његовој владавини, па су заточени, бичевани, ослепљени или убијени.
Цар Михаило VIII је више пута тражио од Јованових претходника да престану да користе традиционалну царску титулу. Када су Акрополит и Ксифилин, предложили брак између ћерке цара Михаила VIII и цара Јована II, у замену за уступање традиционалне титуле, цар Јован II је одбио ову понуду. Цар Јован II је одговорио да следи преседан који су поставили његови претходници и да му племство Трапезунта неће дозволити да се одрекне традиционалне титуле.
Када је Акрополит напустио Трапезунт, цар Јован II је био суочен са побуном коју је предводио неки Пападопул, који је, према Финлеју, преузео контролу над цитаделом и учинио цара Јована II његовим заробљеником. Финлеј наводи да иако није "могуће утврдити саучесништво византијских агената у овом послу", сматра да су они вероватно умешани у то питање. Како Финлеј истиче, без обзира на могуће махинације цара Михаила VIII, „нема сумње да је та [побуна] била узрок велике промене у ставовима цара Трапезунта и његовог двора“.
Након гушења Пападопулосове побуне, друго Михаилово посланство је стигло у Трапезунт, састављено од Димитрија Јатропулоса, логотета и високог црквењака, који је још једном понудио нагодбу. Овог пута цар Јован II је пристао на брак, али је објаснио да је немогуће да остави по страни царску титулу, коју су носили његови преци. "Титула Басилеуса, пурпурне чизме, хаљине извезене орловима и сеџде моћних поглавара аристократије, били су драги и за понос грађана Трапезунта и везали су их за личност царева." Након што је цар Михаило VIII  обећао да ће бити искрен, цар Јован II је пристао на брак. Међутим, када је стигао у Цариград, његови домаћини су га навели, пре него што је ушао у град, да одложи своје љубичасте чизме и царске хаљине из поштовања према цару Михаилу VIII Палеологу — упркос чињеници да је његов будући таст био одсутан у рату против Турака. У замену за овај уступак, цар Михаило VIII је цару Јовану II доделио титулу деспота. Цар Михаило VIII је умро пре венчања.
Док је цар Јован II био у Цариграду,краљ  Давид VI Нарин, грузијски краљ Имеретије, опседао је престоницу. Иако краљ Давид VI није успео да заузме град, Грузијци су заузели неколико провинција. Цар Јован II се вратио у Трапезунт 25. априла 1282. са својом новом женом, Евдокијом Палеолог. Недуго након што је цар Јован II стигао кући, суочио се са две нове претње његовој владавини. Први је био од његовог полубрата бившег цара Ђорђа, који се вратио у Трапезунт и направио неуспешан покушај да се домогне престола. Следећа је била његова полусестра Теодора, ћерка цара Манојла I и његове друге жене, грузијске принцезе Русудан, која га је збацила са престола 1284. године, њена владавина била је кратка свега неколико месеци током 1284. године, завршена је „изненадним бегом“ (по речима Михаила Панарета) из Трапезунта; Мишел Куршански сугерише да се можда склонила у Триполис. Цар Јован II поново ступа на престо најкасније 1285. године.
Панарет нам нуди неколико детаља о остатку његове владавине. Његов извештај о Јовановој владавини — који износи три пасуса — завршава се изјавом да су „за време његове владавине Турци заузели Халивију и покренули велику инвазију, тако да су сва та места постала ненасељена."
Током 1290-их, он је саградио тврђаву Уние на западној граници земље.
Цар Јован II је умро у Лимнији 1297. године, Јован Лазаропул, у свом Логосу, бележи, када га је наследио његов син Алексије, западни део његовог царства био под тешким притиском „безбожних Агарена“ и да је само Керас, део Халивије, Ојнаона и „тринаест градова или утврђења Лимније“ остало у Царству; цар Јован II је можда водио своје снаге против непријатеља када је умро. Његово тело је превезено у његову престоницу и сахрањено у цркви Панагија Хрисокефала ("Златоглава" Богородица). Портрети цара Јована II и његове жене царице Евдокије могли су се видети у цркви Светог Григорија Ниског, пре њене реконструкције 1863. Ови портрети су били уочљиви по томе што су његове хаљине биле украшене једноглавим орлом „посебним амблемом Комнина”. Трапезунт“, док је на њеним хаљинама био византијски двоглави орао.

## Спољна политика
У другој половини Јованове владавине његово Царство је привукло пажњу Запада. Већим делом 13. века западни лидери нису мислили на Трепезонт: на пример, они нису играли никакву улогу на Лионском сабору 1274. године. То се променило 1290-их. Папа Никола IV написао је два писма 1291. позивајући цара Јована II да пређе у католичанство, придружи се новом крсташком рату за повратак Свете земље и буде изасланик хришћанства код Монгола. Следеће године је енглеско посланство код Монгола прошло кроз Трапезунт; Ентони Брајер напомиње да је цар Јован II учинио мало за њих осим што им је позајмио „свог кувара у палати да покаже како су се кували локални деликатеси Царства.“ Отприлике у то време у Трапезунту је основана Ђеновљанска колонија, можда већ 1290. Енглеско посланство бележи сусрет са трговцем из Ђенове, Николом д'Орија, у Трапезунту; можда је био конзул Ђенове. Такође у првим годинама ове деценије постоје докази да су фрањевци основали самостан у Трапезунту, који не само да им је служио као база за евангелизацију Анадолије, већ је давао браћи да служе Ђеновљанима у том граду.

## Породица и наслеђивање
Познато је да су цар Јован II и царица Евдокија Палеолог имали су два сина:
1. Алексије II, који је наследио оца на престолу;
2. Михаило.

## Породично стабло
|  |                            |  |  |  |  |  |  |  |  |  |  |  |  |  |  |  |
|  | 2. Манојло I Велики Комнин |  |  |  |  |  |  |  |  |  |  |  |  |  |  |  |
|  |                            |  |  |  |  |  |  |  |  |  |  |  |  |  |  |  |
|  |                            |  |  |  |  |  |  |  |  |  |  |  |  |  |  |  |
|  | 1. Јован II Велики Комнин  |  |  |  |  |  |  |  |  |  |  |  |  |  |  |  |
|  |                            |  |  |  |  |  |  |  |  |  |  |  |  |  |  |  |
|  |                            |  |  |  |  |  |  |  |  |  |  |  |  |  |  |  |
|  | 3. Ирина Сирикена          |  |  |  |  |  |  |  |  |  |  |  |  |  |  |  |
|  |                            |  |  |  |  |  |  |  |  |  |  |  |  |  |  |  |
|  |                            |  |  |  |  |  |  |  |  |  |  |  |  |  |  |  |